# Changan UNI-Z
Oshan Z6 – samochód osobowy typu SUV klasy średniej produkowany pod chińską marką Oshan w latach 2022–2024 oraz pod marką Changan jako Changan UNI-Z od 2024 roku.

## Historia i opis modelu

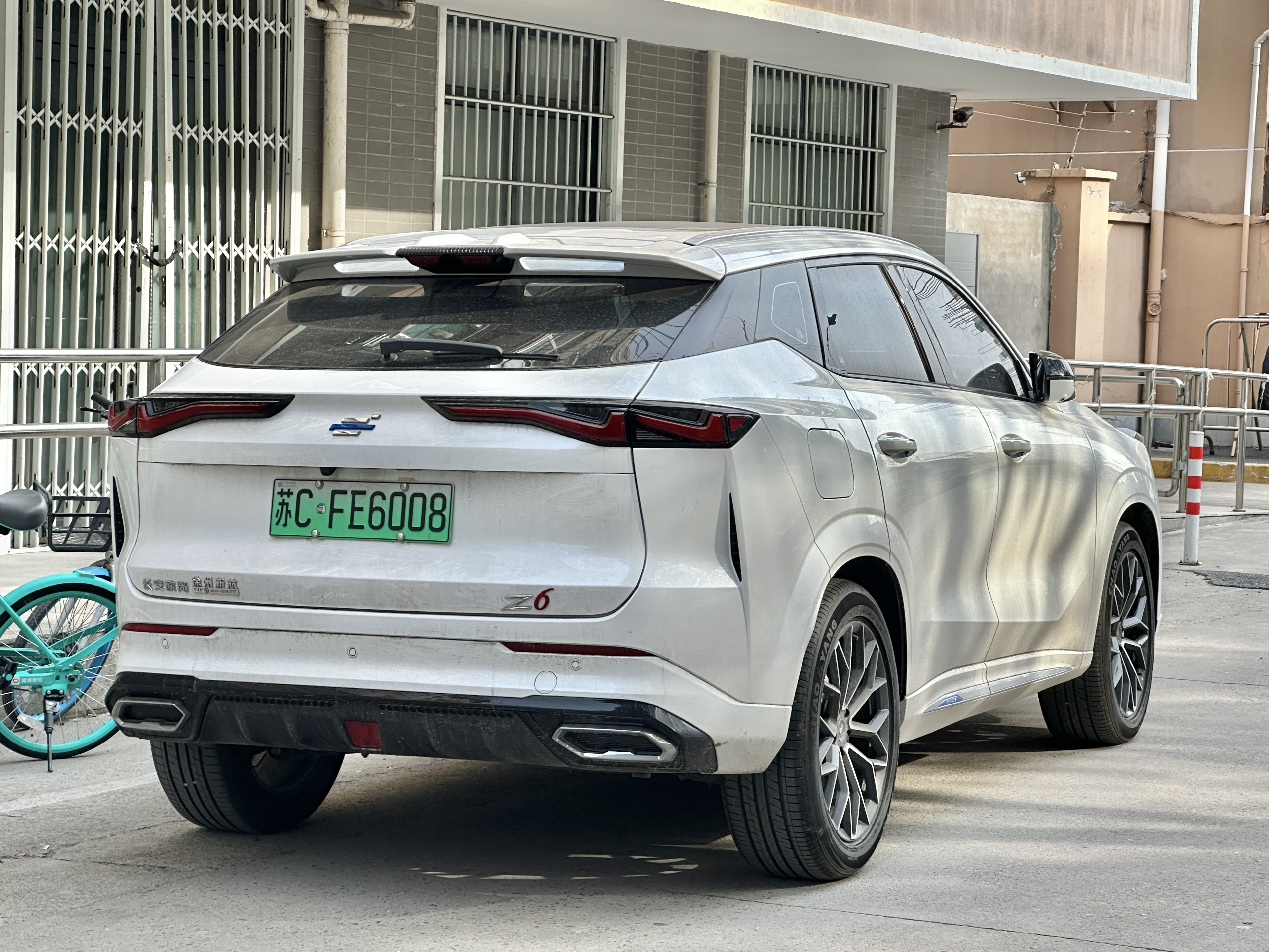
Oshan Z6 - tył

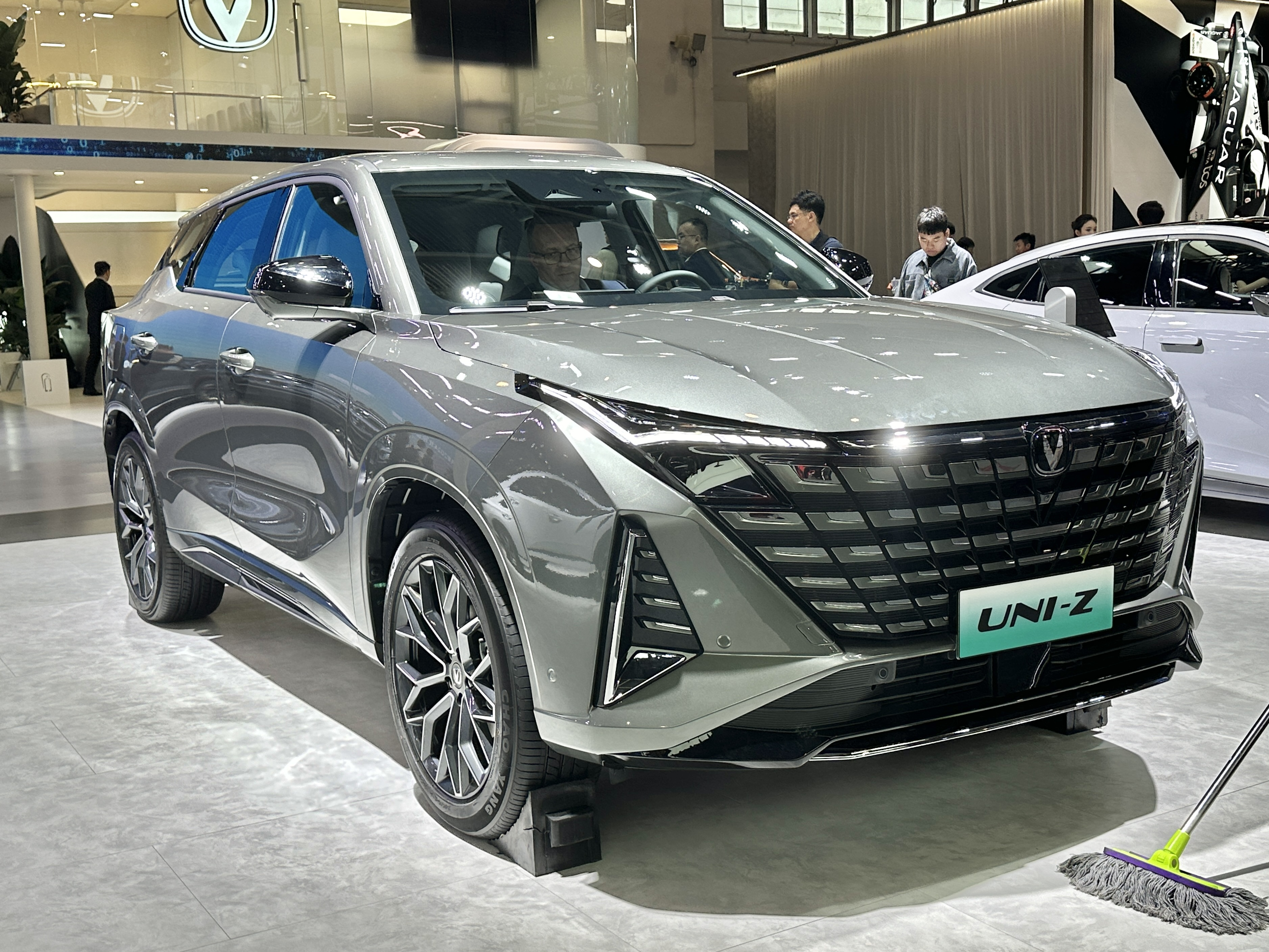
Changan UNI-Z po liftingu

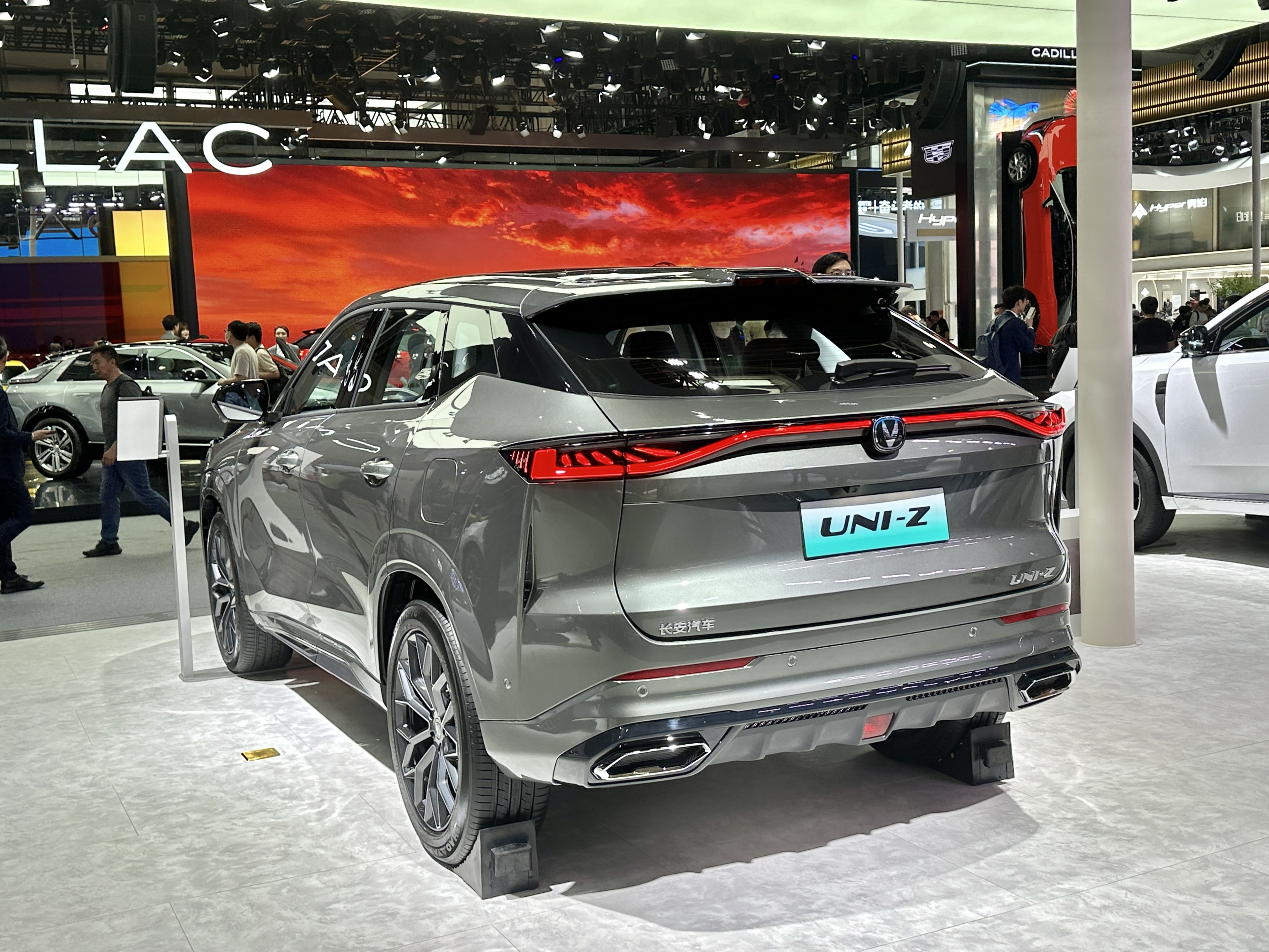
Changan UNI-Z - tył po liftingu

W marcu 2022 chińska marka Oshan przedstawiła nowy model pod postacią średniej wielkości, awangardowo stylizowanego SUV-a Z6. Samochód utrzymano w koncepcji podobnej do linii modeli UNI macierzystej marki Changan, wyrózniając się strzelistymi reflektorami, trapezoidalną osłoną chłodnicy, łagodnie opadającą linią dachu i niewielką, wysoko poprowadzoną powierzchnią szyb.
Kabina pasażerska została zdominowana przez nietypowo ukształtowaną deskę rozdzielczą pokrytą trzema wyświetlaczami na różnych wysokościach. Przed kierowcą znalazł się 10,25-calowy ekran cyfrowych zegarów wykorzystujący technologię 3D, a kolejny 12,3-calowy dotykowy wyświetlacz posłużył za centrum sterowania systemem multimedialnym. Trzeci, niewielki ekran znalazł się najwyżej, pod krawędzią szyby, przedstawiając m.in. wskazania nawigacji.
Do napędu Oshana Z6 wykorzystane zostały podstawowo dwa czterocylindrowe, turbodoładowane silniki benzynowe o pojemności 1,5 litra i 2 litrów, kolejno 188 i 233 KM. Ponadto, wprowadzono także hybrydowy wariant iDD typu plug-in, który połączył 1,5 litrowy spalinowy silnik z jednostką elektryczną oraz 28,4 kWh baterią. W trybie elektrycznym Z6 iDD uzyskał do 150 kilometrów elektrycznego zasięgu.

### Lifting i zmiana nazwy
Na początku 2024 roku koncern Changan podjął decyzję o wycofaniu z rynku marki Oshan, włączając jej dotychczasową ofertę do macierzystego portfolio. W rezultacie, w marcu 2024 Oshan Z6 zmienił nazwę na Changan UNI-Z, przy okazji przechodząc jeszcze restylizację. Zmieniono wypełnienie osłony chłodnicy, a także tylne lampy, które zyskały połączenie. Ponadto przeprojektowano kokpit, gdzie wycofano nietypowy trzeci ekran pod szybą, a pozostałe dwa wyświetlacze zyskały większą przekątną.

### Sprzedaż
Oshan Z6 pierwotnie został zbudowany wyłącznie z myślą o rodzimym rynku chińskim, trafiając do sprzedaży niedługo po rynkowym debiucie - w czerwcu 2022 roku, z najtańszym wariantem wycenionym wówczas na 99 900 juanów. Po rebrandingu na macierzystą markę Changan, w 2024 roku, UNI-Z posłużył jako baza dla jednego z trzech pierwszych lokalnie produkowanych modeli reaktywowanej rosyjskiej marki Wołga, zyskując przemodelowaną osłonę chłodnicy i nazwę Wołga C40.

### Silnik
- R4 1.5l Turbo 188 KM
- R4 2.0l Turbo 233 KM
- R4 1.5l iDD PHEV 166 KM